# Amigny-Rouy
Amigny-Rouy es una comuna francesa, situada en el departamento de Aisne, de la región de Alta Francia.

## Demografía
| 504 | 546 | 515 | 622 | 693 | 626 | 740 |
| Para los censos de 1962 a 1999 la población legal corresponde a la población sin duplicidades (Fuente: INSEE [Consultar]) |     |     |     |     |     |     |